# Poggio Sommorto
Poggio Sommorto, meglio noto come Cardosella, è un monte nelle Marche, in Provincia di Macerata, nel Parco nazionale dei Monti Sibillini, a 1392 m s.l.m.

## Etimologia del nome
Il nome Cardosella deriva dal fatto che è collegata con Cardosa, che è un monte più alto.

## Paesi vicini
Alle pendici di Poggio Sommorto c'è il paese di Rapegna.

## Percorsi
Il monte è collegato con Cardosa e con Monte La Bandita.